# Đệ Nhị Đại Hàn Dân Quốc
Đệ nhị Đại Hàn Dân quốc là chính phủ của Hàn Quốc từ tháng 4 năm 1960 đến tháng 5 năm 1961.
Đệ nhị cộng hòa được thành lập trong cuộc biểu tình rầm rộ của Cách mạng Tháng Tư chống lại Tổng thống Syngman Rhee, kế vị Đệ nhất Cộng hòa và thành lập một chính phủ nghị viện dưới thời Tổng thống Yun Posun và Thủ tướng Chang Myon. Đệ nhị cộng hòa chấm dứt các biện pháp đàn áp của Rhee nhưng không giải quyết được các vấn đề chính trị và kinh tế dẫn đến sự bất ổn. Đệ nhị cộng hòa đã bị lật đổ trong cuộc đảo chính ngày 16 tháng 5 sau mười một tháng, và được thay thế bởi một chính phủ quân sự thuộc Hội đồng Tối cao Tái thiết Quốc gia do Chủ tịch Park Chung-hee lãnh đạo.
Đệ nhị cộng hòa tồn tại trong thời gian ngắn là chính phủ duy nhất thuộc hệ thống nghị viện trong lịch sử Hàn Quốc.

## Lịch sử

### Thành lập
Đệ nhất cộng hòa đã tồn tại từ năm 1948 dưới thời Tổng thống Syngman Rhee, người được coi là tham nhũng và độc tài người lạm dụng quyền hạn tổng thống của mình để duy trì quy tắc và Chủ nghĩa thân hữu. Mặc dù Đệ nhất Cộng hòa chính thức là một nền dân chủ đại diện, Rhee đã áp dụng lập trường chống cộng mạnh mẽ và sử dụng mối đe dọa của chủ nghĩa cộng sản để ban hành một chính sách đàn áp nghiêm trọng chống lại tất cả các phe đối lập chính trị. Sự khoan dung của Rhee và Đảng Tự do của anh taChính phủ đã từ chối từ giữa đến cuối những năm 1950, vì công chúng Hàn Quốc ngày càng bất mãn với sự đàn áp và sự phát triển kinh tế và xã hội hạn chế. Vào tháng 4 năm 1960, Rhee bị lật đổ bởi các cuộc biểu tình rộng rãi được gọi là " Cách mạng Tháng Tư " để đáp lại việc phát hiện ra một học sinh trung học bị cảnh sát sát hại trong các cuộc biểu tình chống lại Rhee và bầu cử nghiêm ngặt vào tháng Ba.
Đệ nhị cộng hòa được thành lập trong cuộc Cách mạng Tháng Tư vào ngày 19 tháng 4 và hoạt động theo hệ thống nghị viện với Thủ tướng Hàn Quốc là người đứng đầu chính phủ và Tổng thống Hàn Quốc là người đứng đầu nhà nước. Sau mùa thu Rhee, quyền lực đã được tổ chức ngắn gọn bởi một chính phủ lâm thời do Heo Jeong cương vị Thủ tướng cho đến khi cuộc bầu cử quốc hội mới được tổ chức vào ngày 29 tháng 7 năm 1960. Đảng Dân chủ, vốn đã được trong phe đối lập trong Đệ Nhất Cộng Hòa, một cách dễ dàng giành được quyền lực và đối thủ cũ của Rhee, Chang Myon trở thành Thủ tướng. Cơ quan lập pháp mới làlưỡng viện, với Quốc hội là hạ viện và Hạ viện là thượng viện. Tổng thống đã được bầu bởi cả hai viện của cơ quan lập pháp, và do nhiều sự lạm dụng quyền lực của tổng thống bởi Rhee, vị trí này đã bị giảm đi rất nhiều bởi hiến pháp mới với vai trò gần như hoàn toàn theo nghi lễ. Yun Po Sun được bầu làm Tổng thống thứ hai của Hàn Quốc vào ngày 13 tháng 8 năm 1960. Quyền lực thực sự giờ thuộc về Thủ tướng và nội các, cả hai đều được Quốc hội bầu. Cộng hòa thứ hai là trường hợp đầu tiên và duy nhất của chính phủ Hàn Quốc sử dụng hệ thống nội các thay vì hệ thống tổng thống.

### Giải thể
Đệ nhị cộng hòa chịu nhiều vấn đề chính trị, kinh tế và xã hội vừa mới và được thừa hưởng từ Đệ nhất cộng hòa. Việc không giải quyết đúng đắn các vấn đề đã gây ra sự tăng trưởng bất ổn chính trị khi đấu tranh phe phái trong Đảng Dân chủ, kết hợp với hoạt động ngày càng tăng từ các nhóm đối lập và các nhà hoạt động, dẫn đến sự sụp đổ trong chính trị Hàn Quốc.